# Tequila Corralejo
Tequila Corralejo ist ein vielfach ausgezeichnetes alkoholisches Getränk aus der Tequilera Corralejo, S.A. de C.V. Die Produktionsstätte, die auch als Hacienda Corralejo bezeichnet wird, wurde 1775 von Pedro Sánchez de Tagle errichtet und war eine der ersten kommerziell produzierenden Brennereien für Tequila. Das der Öffentlichkeit zugängliche Gelände beherbergt heute außerdem das Museo del Vino y la Botella, das Wein- und Flaschenmuseum. Die Produkte des Casa Corralejo werden von der mexikanischen Aufsichtsbehörde CRT unter den Bezeichnungen NOM 1368 und DOT 127 geführt.
Tequila Corralejo ist in den üblichen Sorten Blanco, Reposado und Añejo sowie in den Sonderformen Triple Distilled (Reposado) und Gran Corralejo (Añejo) erhältlich.

## Auszeichnungen bei der Spirituosen-WM
Bei den alljährlich stattfindenden Spirituosen-Weltmeisterschaften wurden in den letzten Jahren diverse Produkte des Tequila Corralejo ausgezeichnet:
- 2005 wurde der Corralejo triple distilled mit der Silbermedaille bedacht.
- 2006 gewann der Corralejo añejo die doppelte Goldmedaille.
- 2007 erhielt der Corralejo reposado die doppelte Goldmedaille.
- 2008 bekam der Corralejo blanco die Goldmedaille verliehen.